# أنا وكامينسكي (فلم)
أنا وكامينسكي (بالألمانية: Ich und Kaminski) هو فيلم ألماني درامي كوميدي لعام 2015 من إخراج فولفجانج بيكر، وسيناريو توماس فيندريش.
وهو مقتبس من رواية تحمل نفس العنوان "أنا وكامينسكي" للكاتب دانييل كيلمان.

## القصة
وتدور القصة حول كاتب شاب يأمل في الحصول على الشهرة والثروة، من خلال نشر سيرة ذاتية لواحد من أعظم رسامي القرن العشرين، وهو الآن أعمى ويعيش في عزلة تامة.

## طاقم الممثلين
- دانيال برول في دور سيباستيان زولنر
- جيسبر كريستنسن في دور مانويل كامينسكي
- أميرة قصار بدور ميريام كامينسكي
- جيرالدين شابلن في دور تيريز
- دينيس لافانت في دور كارل لودفيج
- جوردس تريبيل في دور إلكه
- جان ديكلير في دور هولم
- كارل ماركوفيكس
- فيفيان دي موينك بدور آنا
- ميلان بيشل في دور يوجين مانز
- ستيفان كورت في دور بوجوفيتش
- جوزيف هادر بدور مرافق القطار
- باتريك باوتشاو مثل البروفيسور ميجيلباخ

## روابط خارجية
- أنا وكامينسكي  في قاعدة بيانات الأفلام على الإنترنت (بالإنجليزية)